# نعمانة (شبام)
'

تعديل مصدري - تعديل

نعمانة هي إحدى قرى عزلة شبام بمديرية شبام التابعة لمحافظة حضرموت، بلغ تعداد سكانها 2 نسمة حسب تعداد اليمن لعام 2004.